# 帯川きよら
帯川 きよら（おびかわ きよら、1993年5月31日 - ）は、日本の元女子バレーボール選手、バレーボール指導者。神戸親和大学教育学部スポーツ教育学科助教。

## 来歴
長野県茅野市出身。
東海大学付属第三高等学校、筑波大学を経て、2015年12月、久光製薬スプリングスに内定。2016年入団。2017/18シーズンでV・プレミアリーグ初出場。
主力が女子日本代表合宿などで不在のときは代理でキャプテンを務めることもあった。
2019-20シーズン、シーズン終盤の練習で右膝前十字靭帯断裂のため離脱。手術しリハビリを重ねたが、引退を決断。2020年6月30日に現役引退。
現役引退後は久光製薬スプリングスが設立したスプリングスアカデミーにて指導者を務める。またGAORAのVリーグ中継では解説者として出演する。
2023年、大阪体育大学大学院スポーツ科学研究科スポーツ科学専攻修士課程を修了し、神戸親和大学教育学部スポーツ教育学科の助教に就任した。

## 所属チーム
- 東海大学付属第三高等学校（2009-2012年）
- 筑波大学（2012-2016年）
- 久光製薬スプリングス（2016-2020年）

## 個人成績
Vプレミアリーグレギュラーラウンドにおける個人成績は下記の通り。
| シーズン | 所属     | 出場 | 出場   | アタック | アタック | アタック | アタック | ブロック | ブロック | サーブ | サーブ | サーブ | サーブ | レセプション | レセプション | 総得点 | 備考 |
| -------- | -------- | ---- | ------ | -------- | -------- | -------- | -------- | -------- | -------- | ------ | ------ | ------ | ------ | ------------ | ------------ | ------ | ---- |
| シーズン | 所属     | 試合 | セット | 打数     | 得点     | 決定率   | 効果率   | 決定     | /set     | 打数   | エース | 得点率 | 効果率 | 受数         | 成功率       | 総得点 | 備考 |
| 2016/17  | 久光製薬 | 0    | 0      | 0        | 0        | -        | -        | 0        | 0.00     | 0      | 0      | -      | -      | 0            | -            | 0      |      |
| 2017/18  | 久光製薬 | 17   | 35     | 1        | 0        | 0.0%     | -        | 3        | 0.09     | 0      | 0      | -      | -      | 0            | -            | 3      |      |
| 2018-19  | 久光製薬 | 1    | 3      | 0        | 0        | -        | -        | 0        | 0        | 0      | 0      | -      | -      | -            | 0            | -      |      |
| 2019-20  | 久光製薬 | 21   | 2      | 0        | 0        | -        | -        | 0        | 0        | 0      | 0      | -      | -      | -            | 0            | -      |      |